# Afghanistan ai Giochi della XIX Olimpiade
L'Afghanistan partecipò alle Giochi della XIX Olimpiade, svoltesi a Città del Messico dal 12 al 27 ottobre 1968, con una delegazione di 5 atleti, tutti impegnati nella lotta. Fu la sesta partecipazione di questo Paese ai Giochi. Non fu conquistata nessuna medaglia.